# موكب النصر البريطاني في برلين 1945

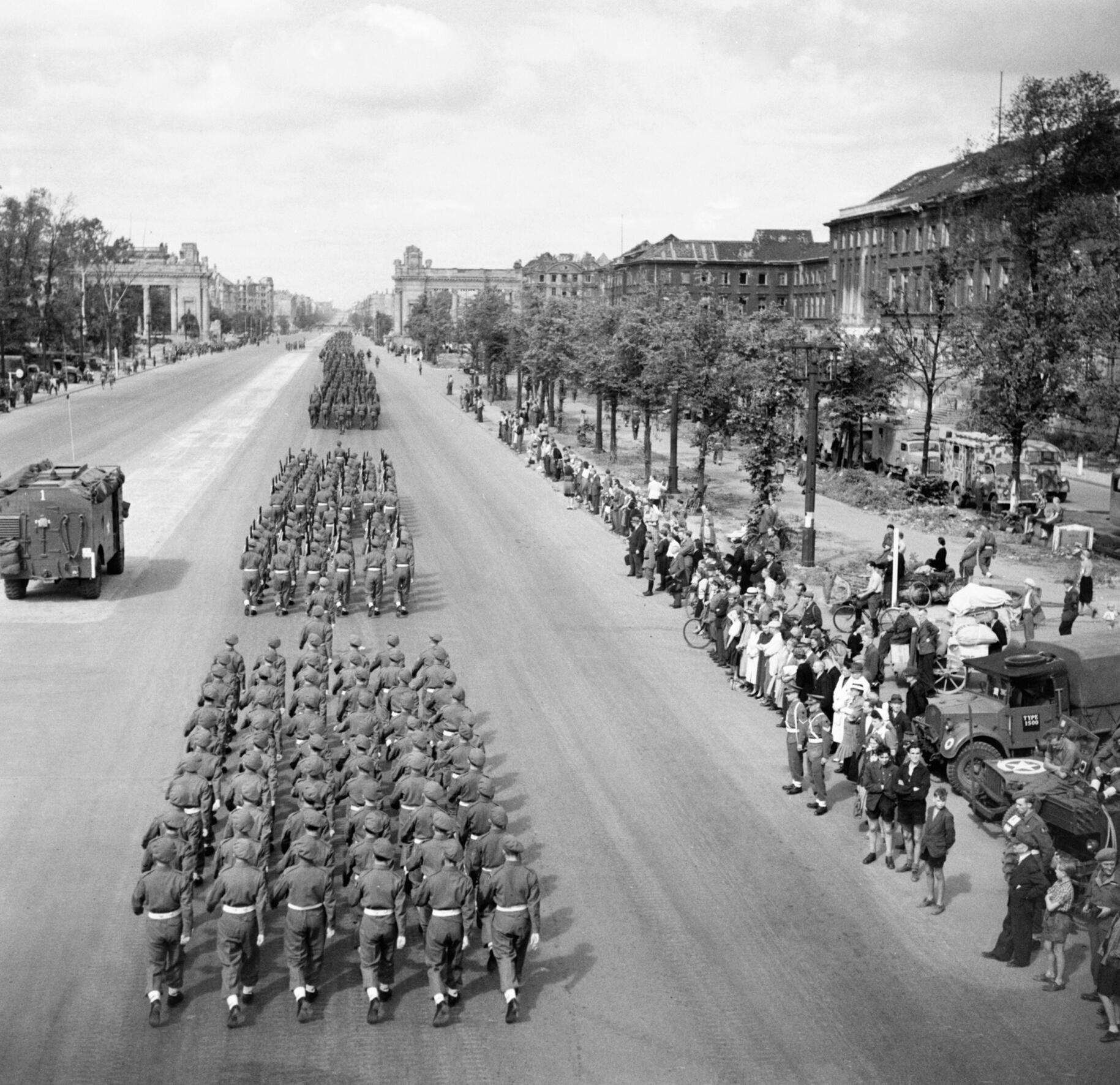
القوات البريطانية تسير في شارلوتنبورغ تشاوسي.

موكب النصر البريطاني عام 1945 كان عرضًا عسكريًا أقامه الجيش البريطاني في 21 يوليو 1945 في برلين، عاصمة ألمانيا النازية المهزومة آنذاك. تم ذلك في Straße des 17. Juni في شرق بوابة براندنبورغ. أقيم العرض بعد شهر من موكب النصر في موسكو عام 1945 وقبل إسبوعين من موكب برلين عام 1945. حضر الموكب ونستون تشرشل في منصبه كرئيس وزراء المملكة المتحدة والمشير برنارد مونتغمري، القائد العام لمجموعة الجيش الواحد والعشرين. كما حضر كليمنت أتلي، الذي كان زعيم حزب العمال في ذلك الوقت والذي خلف تشرشل بعد 5 أيام. حدث ذلك خلال مؤتمر بوتسدام الذي بدأ قبلها ب4 أيام بمشاركة تشرشل والأمين العام السوفييتي جوزيف ستالين والرئيس هاري إس ترومان.
شارك 10 آلاف جندي من الجيش البريطاني في الحدث. كان من ضمن الحضور هنري أرنولد وجورج مارشال، وكلاهما جنرالات من فئة الخمس نجوم.